# Дігіно
Ді́гіно (рос. Дигино, марій. Йыгын) — присілок у складі Моркинського району Марій Ел, Росія. Входить до складу Себеусадського сільського поселення.

## Населення
Населення — 49 осіб (2010; 46 у 2002).
Національний склад (станом на 2002 рік):
- марі — 100 %